# 조선 (범죄인)
조선(1990년 ~ )은 대한민국의 범죄인으로 관악 신림동 살인사건 피고인이다.
2023년 7월 21일 오후 2시 7분쯤 서울 관악구 신림동 신림역 인근에서 칼부림을 벌여 1명을 살해하고 3명을 상해한 혐의를 받고 있다. 언론 취재에서는 사건 이전까지 조선의 형사처벌 전력이 총 17회로 알려졌으나, 범죄전력은 20건으로 확인되었다.

## 범죄 전력
신림동 흉기난동 살인 범행 이전까지 집행유예 1회, 벌금형 2회, 소년부 송치 14회, 기소유예 3회로 총 20회의 범죄전력이 있다.

### 술집 손님 상해 및 종업원 폭행
2010년 1월 25일 02:20경 조선은 서울 관악구 신림동에 있는 모 주점에서 자신이 C의 발을 밟은 문제로 서로 말다툼을 하던 중 마침 위 주점에 들어온 D를 위 C의 일행으로 착각하고 D와 시비가 붙었다.
조선은 D의 일행인 피해자 E(19세)가 무슨 이유로 시비가 된 것인지 물어보자 "말 싸가지 없게 하네"라고 하면서 그 곳 탁자 위에 놓여있던 위험한 물건인 소주병으로 피해자 E의 머리를 1회 때려 피해자 E에게 약 2주간의 치료를 요하는 뇌진탕을 가하고, 조선을 제지하던 위 주점의 종업원 피해자 F(18세)에게 위험한 물건인 깨진 소주병을 휘둘러 피해자 F에게 오른쪽 팔이 5센티 정도 찢어지는 치료일수 미상의 상해를 가하였다(폭력행위등처벌에관한법률 제3조 위반, 흉기휴대 상해).
조선은 위와 같은 일시, 장소에서 위 주점의 종업원 피해자 G(18세)가 자신을 제지하자, 그 곳 탁자위에 놓여있던 위험한 물건인  500cc 맥주잔으로 피해자의 배를 1회 때려 폭행하였다(폭력행위등처벌에관한법률 제3조 위반, 흉기휴대 폭행).
2010년 8월 20일 서울중앙지방법원은 조선에게 폭력행위등처벌에관한법률위반(집단·흉기등상해), 폭력행위등처벌에관한법률위반(집단·흉기등폭행) 죄로 징역 1년 6월 형의 집행유예 2년을 선고했다.

### 모욕·사기·절도·살인 및 살인미수
2022년 12월 27일 19:34경 조선은 익명 사용이 가능한 인터넷 커뮤니티 게시판에, 특정 게임 유튜버를 지칭하면서 ‘게이 같다’는 취지의 글을 공연히 게시하였다(모욕).
2023년 7월 21일 조선은 12:03경 인천 서구에서 서울 금천구까지 택시 무임승차(사기) 후, 13:59경 서울 금천구에 있는 ○○마트에서 식칼 2개 절취(절도)한 뒤, 14:00경 서울 관악구 신림동까지 택시 무임승차하였다(사기).
같은 날 14:07경 조선은 서울 관악구 신림역 부근 골목에서, 거리에 서 있던 피해자 A○○(남, 22세)에게 다가가 위험한 물건인 식칼(전체 길이 30cm, 칼날 길이 18.5cm)로 피해자의 얼굴, 목, 등 부위 등을 약 18회 찔러 다발성 자창 등으로 인한 과다출혈로 사망하게 하였다(살인).
이어 14:08경 위 식칼로 피해자 B○○(남, 32세)의 왼쪽 목 부위를 3~4회 찌르고, 피해자 C○○(남, 31세)의 목, 등 부위를 7회 찌르고, 피해자 D○○(남, 30세)의 얼굴, 후두부 등 부위를 11회 찔러 차례로 살해하려 하였으나 미수에 그쳤다(살인미수).
2023년 8월 11일 서울중앙지방검찰청은 조선을 살인, 살인미수, 절도, 사기, 모욕 죄로 구속 기소하였다.
2024년 1월 31일 1심에서 무기징역을 선고받았다.
2024년 2월 19일 항소심에서는 사형을 선고받았다.
2024년 6월 14일 2심에서도 무기징역을 선고받았다.